# 下比普
下比普是瑞士的城鎮，位於該國中西部，由伯恩州負責管轄，面積17.37平方公里，四成半土地是農業用地，海拔高度468米，2011年人口4,195，人口密度每平方公里242人。